# Vrouwenmuseum Hittisau
Het Vrouwenmuseum Hittisau (Duits: Frauenmuseum Hittisau) is een museum in Hittisau in de Oostenrijkse deelstaat Vorarlberg dat gewijd is aan vrouwenkwesties. Het is het eerste en enige vrouwenmuseum in Oostenrijk.
Het Vrouwenmuseum organiseert twee tot drie tentoonstellingen per jaar met onderwerpen op het gebied van sociale en culturele geschiedenis, kunst en architectuur, waarbij aandacht wordt besteed aan maatschappelijke veranderingen vanuit regionaal en internationaal perspectief. Er wordt steeds gelet op een reflecterende en gendersensibele presentatie van de inhoud.
Het museum is lid van de International Association of Women’s Museums (IAWM).

## Architectuur
Het Vrouwenmuseum werd door de architecten cukrowicz.nachbaur (Andreas Cukrowicz, Anton Nachbaur-Sturm) in 1998 ontworpen. Naast het museum huisvest het gebouw de plaatselijke brandweer. Dit is een ongebruikelijke maar in een kleinere dorpsstructuur zinvolle combinatie van verschillende functies in één gebouw.
Het gebouw van het Vrouwenmuseum heeft de volgende architectonische prijzen ontvangen:
- Österreichischer Bauherrenpreis 2000
- Vorarlberger Hypo-Bauherrenpreis 2001 in de categorie "Communale gebouwen"
- Vorarlberger Holzbaupreis 2001
- Nationale wedstrijd „Menschengerechtes Bauen“ (menswaardig bouwen), hoofdprijs in de categorie „Culturele en recreatiefaciliteiten“ 2002